# Обсерватория имени Веры Рубин

Первый свет обсерватории — изображение Трехраздельной туманности и туманности Лагуна опубликовано 23 июня 2025 года

Обсервато́рия и́мени Ве́ры Ру́бин, обсерватория Веры Рубин (англ. Vera C. Rubin Observatory, названа в честь американского астронома Веры Рубин), ранее Большо́й обзо́рный телеско́п (Large Synoptic Survey Telescope, LSST), — широкоугольный обзорный телескоп-рефлектор, предназначенный для съёмки доступной области неба каждые три ночи. Телескоп расположен на пике Эль-Пеньон (исп. El Peñón) горы Серро-Пачон (Cerro Pachón; 2682 м) в области Кокимбо в северной части Чили, рядом с обсерваториями «Джемини» и Южным астрофизическим исследовательским телескопом.
Проект является совместной инициативой Национального научного фонда США и офиса по науке Министерства энергетики США, его осуществлением занимаются совместно финансируемая Национальным научным фондом NOIRLab и Национальная ускорительная лаборатория SLAC.
Официальной датой начала проекта считается 1 августа 2014 года; строительство на площадке началось 14 апреля 2015 года. Первый свет получен 23 июня 2025 года; полноценное функционирование планируется начать 16 сентября 2025 года.

## Общая характеристика
Прилагательное «synoptic» в названии телескопа означает: «относящийся к данным, полученным почти одновременно с большой области», то есть телескоп предназначен для получения за один раз изображения с большой площади неба.
Архитектура LSST является уникальной среди больших телескопов (с 8‑метровым зеркалом) и выполнена по трёхэлементной схеме Пауля — Бейкера. Такая конструкция способна обеспечить очень широкое поле зрения: его диаметр — 3,5 градуса, а площадь — 9,6 квадратного градуса. Для сравнения: Солнце и Луна, видимые с Земли, имеют диаметр 0,5 градуса, а площадь — 0,2 квадратных градуса. В сочетании с большой апертурой (и, таким образом, лучшей способностью собирать свет) это даст невероятно большой охват.
Для достижения подобного очень широкого неискажённого поля зрения требуется три зеркала вместо двух, используемых большинством существующих крупных телескопов. Главное зеркало при этом имеет диаметр 8,4 метра, второе зеркало — 3,4 метра, а диаметр третьего зеркала, расположенного позади большого отверстия в главном зеркале, составляет 5 метров. Большое отверстие снижает площадь сбора света главного зеркала до 35 м², что эквивалентно диаметру цельного зеркала в 6,68 м. Главное и третье зеркала создаются в качестве цельного куска стекла, «M1M3 монолит».
Цифровая фотокамера с матрицей 3,2 гигапикселя (состоит из 189 светочувствительных ПЗС-матриц, работающих в ультрафиолетовом, видимом и инфракрасном диапазоне света) будет делать 15-секундные экспозиции каждые 20 секунд. С учётом технического обслуживания, плохой погоды и т. д., фотокамера, как предполагается, будет делать около 200 000 фотографий (1,28 петабайта в несжатом виде) за год, что намного больше, чем может быть изучено людьми. Поэтому управление и эффективный интеллектуальный анализ огромного количества данных на выходе телескопа, как ожидается, будет наиболее технически сложной частью проекта. Первоначальные требования к вычислительному центру оцениваются в 100 терафлопс вычислительной мощности и 15 петабайт для хранения данных с увеличением по мере получения новой информации.

## Научные задачи
Научные цели LSST включают в себя:
- Измерение слабого гравитационного линзирования[англ.] в глубоком космосе с целью обнаружения признаков тёмной энергии и тёмной материи;
- Картографирование малых тел Солнечной системы, особенно околоземных астероидов и объектов пояса Койпера.
- Обнаружение кратковременных оптических событий, таких как новые и сверхновые звёзды;
- Картографирование Млечного Пути.

Учёные также надеются, что огромный объём полученных данных приведёт к новым неожиданным открытиям.
Некоторые из данных с LSST (до 30 терабайт за ночь) будут доступны пользователям Интернета посредством Google в качестве новейшей интерактивной карты звёздного неба.

## Ход строительства
В январе 2008 года Чарльз Симони и Билл Гейтс внесли взнос в проект в размере 20 млн $ и 10 млн $, соответственно. Значительная поддержка проекту была оказана путём выбора его в качестве наиболее приоритетного наземного инструмента в «Астрономия и астрофизика: Десятилетний обзор, 2010».
Официальной датой начала проекта считается 1 августа 2014 года.
Также в марте 2018 года приятной неожиданностью было одобренное конгрессом США финансирование, причём в масштабах больших, чем было запрошено со стороны телескопа. Конгрессмены выразили надежду, что это может способствовать ускорению работ по проекту.
В связи с пандемией коронавирусной инфекции COVID-19 в марте 2020 года работу на площадке обсерватории, а также работы над камерой в SLAC пришлось приостановить, хотя работа над программным обеспечением продолжалась. Тем временем пробная камера, которую предполагается использовать на этапе ввода в эксплуатацию телескопа, была отправлена в Чили.
Полноценное функционирование планируется начать в июле 2024 года.

### Работы на площадке
Экскаваторные работы на месте постройки начались 8 марта 2011 года. На месте строительства установлены две веб-камеры, позволяющие всем желающим отслеживать ход строительства. По состоянию на январь 2012 года выровнено место строительства. Церемония закладки первого камня была проведена 14 апреля 2015 года. Строительство на площадке началось 14 апреля 2015 года,
Строения «в целом» были закончены в марте 2018 года, ожидается завершение купола в августе. Всё ещё незаконченный купол обсерватории имени Веры Рубин был приведён во вращение в четвёртом квартале 2019 года.

### Изготовление зеркал
Главное зеркало, M1M3-монолит создаётся в лаборатории по производству зеркал для телескопов при университете штата Аризона (США). Изготовление формы началось в ноябре 2007 года, литьё зеркала было начато в марте 2008 года, и в начале сентября 2008 года было объявлено, что заготовка зеркала является «идеальной». По состоянию на январь 2011 были получены заготовки зеркал M1 и M3, и ожидалась их точная полировка. M1M3-монолит был закончен в декабре 2014 года. Проект столкнулся с некоторыми трудностями, связанными с тем, что зеркало, а особенно его M3-часть, было несколько испорчено крошечными воздушными пузырьками, создававшими дефекты на поверхности. Эти дефекты могли бы слегка снижать чувствительность телескопа и увеличивать количество рассеянного света, попадающего в детекторы. Зеркало было формально принято в 2015 году
Камера для нанесения покрытий прибыла на строительную площадку в ноябре 2018 года В марте 2019 года главное зеркало отправили по автомобильной дороге в Хьюстон, а далее кораблём в Чили, и в мае оно прибыло в район площадки. Там на него было нанесено покрытие.
Вторичное зеркало прошло грубую шлифовку к 2009 году, далее отливка несколько лет провела на складе, ожидая финансирования проекта. Его отправили для проведения точной шлифовки только в октябре 2014 г. В законченном виде оно прибыло в Чили в декабре 2018 года, где на него было нанесено покрытие в июле 2019 года.

### Изготовление камеры
Создание камеры телескопа независимо финансируется Министерством энергетики США (US DoE). В сентябре 2018 года криостат был готов, линзы отшлифованы, и частично подготовлены сборки (rafts) CCD-фотоприёмников. Сборка фокальной плоскости завершилась в сентябре 2020 года.

## Проблема светового загрязнения от спутников
Запуск десятков тысяч микроспутников мешают работе телескопов: сильнее всего пострадают инструменты со сверхшироким полем зрения в связи с чем в неблагоприятные условия попадает Обсерватория им. Веры Рубин.

## Научные результаты
В ходе получения первого света было открыто 2104 новых астероида, все они не представляют опасности для Земли. 